# رابرت فولر (هنرپیشه)
رابرت فولر (انگلیسی: Robert Fuller؛ زادهٔ ۲۹ ژوئیهٔ ۱۹۳۳) یک هنرپیشه اهل ایالات متحده آمریکا است.